# Электроникор
Электроникор (также транскор или синтикор) — жанр музыки, смешивающий элементы современного металкора и/или пост-хардкора с электронной музыкой. Данный жанр приобрёл максимальную популярность среди металкор-групп в 2000-х с отголосками проявлений в Англии, США, Канаде, Франции и Гонконге.

## Основные черты жанра
Сам жанр по стилистике звучания представляет собой слияние мелодичного металкора и/или пост-хардкора с различными жанрами электронной музыки, например, дабстепа, драм-н-бейса, техно и транса. C «тяжёлой стороны» в электроникоре часто используются брейкдауны, скриминг и иногда гроулинг. Также часто встречаются «взрывные» поп-припевы и вставки танцевальной поп-музыки. В настоящее время зачастую этот жанр ошибочно называют пост-хардкором и скримо, что в корне неверно. Enter Shikari — британская рок-группа образованная в 1999 году под названием «Hybryd» и сменившая название в 2003, она считается пионером жанра электроникор. Другие представители: Asking Alexandria, Electric Callboy, Capture The Crown, Attack Attack!, Fear, and Loathing in Las Vegas, Error37, I See Stars, Crossfaith, One Morning Left, Eternal Decline, Blood Stain Child и другие.